# Synovitis
Die Synovitis (auch Synovialitis) oder Gelenkinnenhautentzündung ist eine allen entzündlichen Gelenkerkrankungen gemeinsame Entzündung der inneren Schicht der Gelenkkapsel, der Membrana synovialis (Synovialis, Synovialmembran). Die histologische Beurteilung erfolgt über den Synovialitis-Score.

## Akute Synovitis
Die akute Synovitis ist durch eine überwiegend granulozytäre Infiltration der Synovialmembran gekennzeichnet. Sie äußert sich in Hyperämie (gesteigerte Durchblutung), erhöhter Gefäßpermeabilität mit Ödem der Synovialmembran und nachfolgendem Gelenkerguss.

## Chronische Synovitis
Bei der chronischen Synovitis tritt eine lymphomonozytäre und plasmazelluläre Infiltration auf. Zum Teil kommt es zu villösen (=zottigen) Proliferationen der Synoviadeckzellen (villöse Synovitis) mit der Ausbildung von Pannusgewebe, v. a. bei rheumatoider Arthritis.